# Disney's Aladdin (videogioco 1993 SNES)
Disney's Aladdin è un videogioco a piattaforme d'azione ispirato al film d'animazione Disney Aladdin, sviluppato e pubblicato dalla Capcom nel 1993 per SNES; dieci anni dopo, nel 2003, fu convertito per Game Boy Advance.